# Dog Park
Dog Park ist eine US-amerikanisch-kanadische Filmkomödie aus dem Jahr 1998. Regie führte Bruce McCulloch, der auch das Drehbuch schrieb.

## Handlung
Andy wird von Cheryl verlassen, die sich seitdem mit Trevor trifft. Sie und Andy sorgen für den gemeinsamen Hund Mr. Mogley, der von dem Hundepsychiater Dr. Cavan behandelt wird.
Andy lernt Lorna kennen, die eine Fernsehsendung für Kinder moderiert. Lorna widmet ihre meiste Aufmerksamkeit ihrem Hund. Andy schreibt sich in derselben Dressurschule ein, die auch Lorna besucht. Er bekommt einige Ratschläge von seinen Freunden Jeri und Jeff, während Lornas Freundin Rachel die Moderatorin berät.
Andy geht zeitweise mit Keiran aus, die in einem Restaurant gleich drei ihrer ehemaligen Freunde trifft. Er macht Schluss mit ihr. Cheryl will zurückkehren und sagt, sie wisse jetzt, was sie wolle. Andy erwidert, sie habe das bereits zuvor behauptet.
Der Film endet mit der Abschlussfeier an der Dressurschule. Andy trifft dort Lorna, die sich mit ihm verabredet.

## Kritiken
James Berardinelli schrieb auf ReelViews, der Film funktioniere als ein „Gegenmittel“ gegen zynische und gefühllose Filme. Seine Einstellung langweile zwar, aber er beinhalte genügend komischer Momente. Luke Wilson gebe eine „fade“ Darstellung – man könne ihn mögen, aber nicht mehr. Natasha Henstridge wirke natürlicher, aber es gebe keine Chemie zwischen ihr und Wilson. Es wurde lediglich das „perfekte“ Spiel von Mark McKinney gelobt. Der Film habe seinen Charme, aber hinterlasse keinen bleibenden Eindruck.
Mick LaSalle schrieb in der San Francisco Chronicle vom 25. September 1999, der Film sei eine halbwegs gute romantische Komödie. Die gute Hälfte sei Luke Wilson, die schwache – Natasha Henstridge, die ständig lächle.

„Der Versuch eines kanadischen Fernsehkomikers, eine romantische Komödie zu inszenieren, scheitert am faden Buch und dessen Umsetzung, die nur einige lahme Gags aufzuweisen hat.“

## Auszeichnungen
Mark McKinney gewann im Jahr 2000 den Genie Award, Bruce McCulloch wurde für das Drehbuch für den gleichen Preis nominiert. Bruce McCulloch sowohl als Regisseur wie auch als Drehbuchautor und Mark McKinney wurden 2000 für den Canadian Comedy Award nominiert.

## Hintergründe
Der Film wurde in Toronto gedreht. Seine Weltpremiere fand am 14. September 1998 auf dem Toronto International Film Festival statt. Am 24. September 1999 kam er in die US-amerikanischen Kinos, in den er ca. 242 Tsd. US-Dollar einspielte. In zahlreichen Ländern wie Japan und Argentinien wurde er direkt auf Video veröffentlicht.